# Naim Frashëri
Skådespelaren Naim Frashëri återfinns på Naim Frashëri (skådespelare)
Naim Frashëri, född den 25 maj 1846 i byn Frashëri i det som idag är södra Albanien, död den 20 oktober år 1900 i Istanbul, Turkiet, var en albansk diktare. Han anses ha varit ett språkrör för den albanska nationella renässansen och har blivit upphöjd till nationell ikon inom den albanska poesin.
Naim tillbringade mycket av sin barndom i hembyn och den utbildning han fick i koranskolan under sin barndom satte sina spår i hans skrivande. Han är känd för sina filosofiska arbeten om den islamiska sekten Bektashi, den religion han bekände sig till.
Naim kunde tala flera språk flytande, bland annat persiska, turkiska, arabiska, grekiska, italienska, franska och sitt modersmål albanska. Han använde dock ett enkelt språk så att hans budskap skulle framföras rätt till de många albaner som inte kunde läsa riktigt bra. Han var även barnboksförfattare och har översatt till albanska flera välkända fabler av den franske författaren Jean de La Fontaine.
Naim var ordförande i styrelsen för censurering inom det osmanska utbildningsministeriet, och kunde ibland upphäva bannlysningen av vissa albanskspråkiga böcker.
Naim studerade på en grekisk högskola, denna utbildning präglades av att han bland annat översatte Iliaden till albanska. De litterära verk som han har skrivit är ganska österländskt influerad men ändå starkt europeiskt dominerat i romantisk stil.
Naim är ihågkommen som en politisk poet som avlämnade politiska meddelande i de verk han skrev, om bland annat albanernas ansträngda omständigheter och bristande kulturella rättigheter i Osmanska riket, som formade det albanska nationella uppvaknandet.
Hans största verk är Historia e Skënderbeut (”Historien om Skanderbeg”), som han själv betraktade som sitt mästerverk. En lång episk dikt om den medeltide albanske frihetskämpen Skanderbeg och hans kamp mot Osmanska riket. Hans mest uppskattade verk är dock Bagëti e bujqësija ("Boskap och jordbruk"), ett idylliskt poem där han förskönar bilden av den albanska landsbygden och uttrycker sitt missnöje med själva stadsmiljön.
Han levde sina sista år i Turkiet och dog en naturlig död. Han har fått ge namn till ett bokförlag i Tirana i Albanien.
Naim Frashëri var en tidig företrädare för den albanska renässansen och är en av grundläggarna av den moderna albanska litteraturen.